# Château du Loumaing
 (octobre 2018).
Le château du Loumaing se situe au lieu-dit Le Loumaing de la commune de Lahosse, dans le département français des Landes. 